# Orionella
Orionella is een geslacht van kevers uit de familie van de loopkevers (Carabidae). De wetenschappelijke naam van het geslacht is voor het eerst geldig gepubliceerd in 1963 door Jedlicka.

## Soorten
Het geslacht Orionella is monotypisch en omvat slechts de volgende soort:
- Orionella lewisii (Bates, 1873)